# Bitwa nad Osą
Bitwa nad Osą – wrześniowe walki Grupy Operacyjnej „Wschód” z wojskami III Rzeszy na terenie Pomorza.

## Położenie wyjściowe stron

### Wojska polskie
Obronę „korytarza pomorskiego” na wschodniej stronie Wisły powierzono, wydzielonej z Armii „Pomorze” gen. Władysława Bortnowskiego, Grupie Operacyjnej „Wschód” dowodzonej przez gen. Mikołaja Bołtucia. Jej pas działania zawarty był w granicach: na zachodzie Wisła; na wschodzie: Rybno (wył.) – Lidzbark (wył.) – zachodni skraj nadleśnictwa Ruda – jezioro Skrwilno – jezioro Urszulowo. Zadaniem Grupy było utrzymania ogólnej linii Grudziądz – Brodnica. Miała ona bronić się na linii: Osa – Jezioro Mieliwo – jezioro Sosno – jezioro Zbiczno – jezioro Bachotek.

16 Pomorska Dywizja Piechoty płk. dypl. Stanisława Świtalskiego broniła pasa: Wisła – Świecie (wył.), Rywałd Szlachecki (wył.), z zadaniem utrzymania ogólnej linii Grudziądz – Świecie.

 4 Dywizja Piechoty płk. dypl. Tadeusza Niezabitowskiego broniła wschodniego skrzydła GO; ponadto wydzieliła oddziały dozorowania z zadaniem obrony linii jezior: Mieliwo – Sosno – Zbiczno – Bachotek – rzeka Drwęca oraz dozorowania odcinka od Drwęcy do Górzna. Większość sił 4 DP stanowiła odwód GO „Wschód” przeznaczony do działań zaczepnych.

### Wojska niemieckie
Naprzeciw polskiej Grupy Operacyjnej „Wschód" zajęły podstawy wyjściowe do natarcia związki taktyczne niemieckiej 3 Armii gen. Georga von Küchlera rozmieszczone w Prusach Wschodnich. Armia miała głównymi siłami uderzyć przez Narew i Bug na wschód od Wisły, nawiązać styczność z 10 Armią i odciąć Warszawę od wschodu. Jej zadaniem pomocniczym było częścią sił zdobyć Grudziądz, a specjalnym oddziałem wydzielonym opanować w stanie nieuszkodzonym mosty w Tczewie. Ponadto jej XXI Korpus Armijny gen. por. Nikolausa von Falkenhorsta otrzymał zadanie przełamać polską obronę w pasie: na zachodzie Wisła, na wschodzie Kisielice – Łasin. Następnie nacierać miał ogólnym kierunku na Grudziądz – Chełmżę – Toruń – Radzyń – Wąbrzeźno i dalej wzdłuż prawego brzegu Wisły w kierunku południowym.

Jego 21 Dywizja Piechoty gen. por. von Botha zajęła podstawy wyjściowe na wysokości Nowego do Gardei z zadaniem zdobycia Grudziądza, i dalej kontynuowania natarcia na Dąbrówkę Królewską – Rogoźno. Jej pomocniczy kierunek uderzenia to Dusocin – Mokre.

228 Dywizja Piechoty gen. Hansa Suttnera ześrodkowana w rejonie Trumieje – Kisielice – Jędrychowo otrzymała zadanie nacierać w kierunku na Łasin – Słupski Młyn.

 Wschodnie skrzydło korpusu obsadziły kompanie straży granicznej z zadaniem prowadzenia działań demonstracyjnych.

## Wojska

### Struktura jednostek polskich
| GO          | Oddziały/ dowództwa   | Dowódcy                         |
| ----------- | --------------------- | ------------------------------- |
| GO „Wschód” | dowództwo GO „Wschód” | gen. Mikołaj Bołtuć             |
| GO „Wschód” | 4 Dywizja Piechoty    | płk dypl. Tadeusz Niezabitowski |
| GO „Wschód” | 16 Dywizja Piechoty   | płk dypl. Stanisław Świtalski   |
| GO „Wschód” | OW „Jabłonowo”        | ppłk Jan Szewczyk               |
| GO „Wschód” | OW „Grudziądz”        | płk Stefan Cieślak              |

### Struktura jednostek niemieckich
| Korpus | Oddziały/ dowództwa  | Dowódcy                           |
| ------ | -------------------- | --------------------------------- |
| XXI KA | dowództwo XXI KA     | gen. płk Nikolaus von Falkenhorst |
| XXI KA | 21 Dywizja Piechoty  | gen. por. Kuno-Hans Both          |
| XXI KA | 228 Dywizja Piechoty | gen. mjr Hans Suttner             |

## Pierwsza faza bitwy
Walki nadgraniczne

Bitwa pod Mełnem –1 września 1939

W pasie obrony GO „Wschód” około 5.00 granicę państwową przekroczyły oddziały XXI Korpusu Armijnego. Jednocześnie niemiecka artyleria ciężka ostrzelała przedpola polskich pozycji obronnych oraz koszary, cytadelę i most na Wiśle w Grudziądzu. Również silny ogień artyleryjski Niemcy skierowali na Jabłonowo. Ogień był mało skuteczny i niecelny, ale wywoływał zamieszanie, tak wśród wojska, jak i ludności cywilnej. Polskie pododdziały, przeznaczone do obrony pozycji głównej, przyjęły ugrupowanie bojowe w nakazanych rejonach.
Pozycje obronne Grudziądza, na kierunku Dusocin – Mokre atakował 3 pułk piechoty 21 Dywizji Piechoty płk. Leopolda von Reibnitza, a główne uderzenie dywizji skierowane zostało na Rogoźno, Dąbrówkę Królewską, dwór Salno, dwór Annowa, a następnie z rejonu Kisielice przez Łasin na Słupski Młyn oraz Zawadzką Wolę – Jakubowo – Świecie.

Natarcie niemieckiej 228 Dywizji Piechoty wyszło na styk polskiego 64 pułku piechoty i 208 pułku piechoty (rez).

Na prawym skrzydle obrony GO „Wschód” granicę państwową przekroczyły pododdziały niemieckiej straży granicznej wsparte samochodami pancernymi. Prowadziły one działania demonstracyjne zmotoryzowanymi patrolami rozpoznawczymi.
W odpowiedzi na niemiecką agresję, placówki polskiej Straży Granicznej wykonały planowane niszczenia i wycofały się na linię czat polskich oddziałów wojskowych. Około 9.00 walkę podjęły ubezpieczenia bojowe. Szczególnie zaciekłe walki toczyły się pod Łasinem i Rogoźnem. Na odcinku 4 Dywizji Piechoty polskie patrole rozpoznawcze wyrzuciły grupy niemieckie za granicę państwową.

Zgodnie z poleceniem dowódca 208 pp rez. nakazał dowódcy batalionu ON „Grudziądz" zluzować I/14 pułku piechoty, który miał odejść do swej macierzystej jednostki.

Około 10.00, przed przednim skrajem obrony 64 pułku piechoty wykryto, maszerującą równolegle do linii frontu, zwartą kolumnę niemieckiej piechoty, czołgów i samochodów. Trzy dywizjony artylerii 16 Dywizji Piechoty (I i II/16 pal i 16 dac) otworzyły ogień, a kolumna niemiecka została rozproszona i poniosła poważne straty. Niemcy odpowiedzieli ogniem kontrbateryjnym i atakiem lotniczym.
W godzinach południowych Niemcy zaatakowali na kierunku Mokre – Nowa Wieś i zajęli wzgórza w rejonie: Mokre – Białochowo – Łysakowo, lecz brzegu Osy nie zdołali osiągnąć. W tym rejonie bronił się wzmocniony batalion ON „Świecie” mjr. Stanisława Dobrzańskiego. Wspierała go 8/16 pułku artylerii lekkiej por. Jana Fredyka. W godzinach popołudniowych ciężar walki przeniósł się w rejon obrony III/65 pułku piechoty mjr. Jan Pancierzyńskiego w okolicach Książęcych Gór. Także tu Niemcy zostali zatrzymani, a polską piechotę wspierała 7. i 9/16 pal (odpowiednio: kpt. Romana Majewskiego i por. Kazimierza Gollnika). Wieczorem Niemcy rozpoczęli ostrzał całego odcinka obrony „Grudziądz” i uderzyli na kierunku majątek Sarnówka – Kładka – Dąbrówka Królewska, zepchnęli kawalerię dywizyjną 16 Dywizji Piechoty, opanowali Rogoźno-Zamek i tu sforsowali Osę.
Dowódca piechoty dywizyjnej 16 DP, płk Zygmunt Bohusz-Szyszko, skierował w rejon włamania odwód dywizyjny – I/65 pułku piechoty mjr. dypl. Józefa Palusińskiego. Kontratak zatrzymał natarcie Niemców, ale utrzymali oni przyczółek za Osą w rejonie Bielawek. Wprowadzając świeże siły, Niemcy ruszyli do kolejnego natarcia, a ich czołgi wyszły na tyły 64 pułku piechoty. Zmieniły też stanowiska ogniowe 7 i 9 bateria 16 pal w taki sposób, by móc skutecznie oddziaływać na zagrożone wschodnie skrzydło. Natomiast 8/16 pal próbowała prowadzić ogień przeciwbateryjny ze stanowisk w rejonie Nowej Wsi. Ogień polskiej baterii okazał się jednak bezskuteczny, ze względu na małą doniosłość dział. Wieczorem niemiecka 21 Dywizja Piechoty gen. Botha zaprzestała natarcia. Polakom nie udało się odtworzyć poprzednich stanowisk w rejonie Rogożno-Zamek.
W południe Niemcy atakowali także na innych odcinkach obrony polskiej 16 Dywizji Piechoty. Niebezpieczeństwo zarysowało się na styku odcinka obrony Grudziądza z odcinkiem płk. Zygmunta Bohusza-Szyszki. Z rejonu Rogoźno-Zamek trzy kompanie czołgów uderzyły w bok I/66 pułku piechoty mjr. Andrzeja Burnatowskiego, związanego walką z niemiecką piechotą. Ostatecznie utracił on część pozycji i poniósł duże straty. Atakiem czołgów zagrożone były też SO I/16 pal mjr. Tadeusza Nadratowskiego i odwodowego II/64 pp mjr. Tadeusz Dąbrowskiego. Natarcie czołgów załamało się w ogniu I/16 pal mjr. Nadratowskiego, a 64 pułk piechoty, chociaż miał na swych tyłach nieprzyjacielskie czołgi, utrzymał stanowiska na północnym brzegu Osy. Poniósł jednak duże straty: 5 oficerów i około 200 szeregowych. Dowódca pułku ppłk Bolesław Ciechanowski został ranny w nogę, a jego obowiązki przejął mjr Aleksander Rewerowski. Do wieczora odwody pułkowe próbowały odtworzyć pozycje obronne na lewym skrzydle – bezskutecznie. Wobec tego dowódca 16 DP płk Stanisław Świtalski postanowił wykonać kontratak odwodem dywizyjnym. Zaplanowano go na 18.00. Ponieważ odwodowy 66 pułk piechoty płk. Stefana Michalskiego był rozmieszczony w rejonie oddalonym o około 15 km, nie zdołał on jednocześnie wyjść na rubież kontrataku, a poszczególne bataliony wchodziły do walki samodzielnie. Ta nieskoordynowana walka toczyła się do późnych godzin wieczornych i nie przyniosła powodzenia. W obawie przed całkowitym odcięciem pozostałych na północnym brzegu Osy oddziałów, dowódca 16 DP polecił wycofać się na południowy brzeg rzeki. Wycofując gros sił dywizji na południe Osy, dowódca dywizji oddał Niemcom fortyfikacje i rozbudowane punkty obserwacyjne, a własne oddziały przesunął w teren nieprzygotowany do obrony, w którym morenowy grunt utrudniał kopanie umocnień. Wprawdzie gen. Bołtuć nie zatwierdził tej decyzji, ale wycofujących się już wojsk nie zdołał zawrócić.
Dowódca GO „Wschód” także zdecydował się na kontruderzenie. O 21.45 wydał rozkaz bojowy i postawił w nim następujące zadania:
- 14 pułk piechoty bez I/14 pp miał przejść do rejonu Duże Mełno do dyspozycji dowódcy 16 Dywizji Piechoty.
- Zgrupowanie dowódcy 4 Dywizji Piechoty w składzie: 63 pp, 67 pp (bez dwóch baonów), I/4 pal, 4 dac, kompania TK ześrodkować się w rejonie lasu na północ od Jarantowic z zadaniem uderzenia na korzyść 16 DP lub 208 pułku piechoty.
- Osłona skrzydła pod dowództwem płk. dypl. Mieczysława Rawicza-Mysłowskiego w składzie I/67 pp, batalion ON „Brodnica”, III/67 pp, III/4 pal, kawaleria dywizyjna, kompania kolarzy.
- 16 Dywizja Piechoty wzmocniona 14 pp (bez baonu) i baonem 65 pułku piechoty odbierze utracone stanowiska nad Osą. Wzmocnienie zapewni 4 dywizjon artylerii ciężkiej.

Dowódca 4 DP już przed wieczorem przystąpił do przegrupowania swoich wojsk. Do przewozu 14 pp wykorzystano kombinowany skład pociągu. Pozostałe oddziały rozpoczęły marsz i kontynuowały go przez całą noc, pokonując odległość około 35 km. II/65 pp do godzin popołudniowych wchodził w skład OW „Wisła", a po jego rozwiązaniu odbywał przemarsz częściowo transportem samochodowym, w tym samochodami przydzielonymi z batalionu ON „Starogard".
Zarówno gen. Bołtuć, jak i dowódca Armii „Pomorze” gen. Władysław Bortnowski liczyli, że 16 Dywizja Piechoty, wzmocniona jednym pułkiem piechoty i dywizjonem artylerii ciężkiej, nocnym uderzeniem odzyska utracone wcześniej stanowiska. Poza tym dowódca GO „Wschód" dysponował stosunkowo silnym odwodem, który przegrupowywał się na kierunek głównego uderzenia nieprzyjaciela, aby być gotowym do likwidacji ewentualnego włamania się w polską obronę.

## Walki 2 września w rejonie Mełna

Bitwa pod Mełnem –2 września 1939

Wojska Grupy Operacyjnej „Wschód” całą noc maszerowały celem przyjęcia optymalnego ugrupowania do przeciwuderzenia. Po północy wydany został rozkaz operacyjny. Dowódca 16 DP płk Stanisław Świtalski postanowił utrzymać linię obrony, a z chwilą przybycia w jego rejon 14 pułku piechoty ppłk. Włodzimierza Brayczewskiego wykonać uderzenie w kierunku na Orle i opanować linię Osy. Postawił przy tym następujące zadania:
- zgrupowanie ppłk. Stefana Cieślaka miało w dalszym ciągu bronić swego odcinka obrony. Odcinek 66 pp w składzie 66 pp (bez I i III batalionu), I/65 pp, III/64 pp, II/16 pal otrzymał zadanie utrzymania linii: Dąbrówka Królewska, dwór Annowo, wzgórze 1 km na zachód od Annowa; być w gotowości do natarcia w kierunku: Salno – Dąbrówka Królewska – Nowa Góra i w pasie natarcia wyrzucić nieprzyjaciela za Osę.
- odcinek „Gruta” pod dowództwem dowódcy piechoty dywizyjnej płk. Bohusza-Szyszki w składzie 64 pp (bez III/64), I i III/66 pp, I/16 pal utrzymać zajmowaną linię Annowo – Gruta, a następnie nacierać w kierunku na Orle.
- grupa artylerii w składzie 4. i 16 dac pod dowództwem dowódcy 16 pal ppłk. Aleksandra Słupczyńskiego miała za zadanie wzmocnić ogniem obronę na odcinku „Gruta”, a następnie wspierać natarcie. Zmotoryzowana kompania saperów otrzymała zadanie zorganizowania zapory przeciwpancernej na linii wzgórz 104–88[26].

Po 7.00 14 pułk piechoty stał na pozycjach w okolicach Mełna. Historycy nie potrafią ustalić, dlaczego pułk nie ruszył do natarcia. Do natarcia nie ruszyły także inne oddziały 16 Dywizji Piechoty. Możliwe, że planowane polskie natarcie zostało uprzedzone silną niemiecką nawałą ogniową i uderzeniem wojsk lądowych. Około 8.00 do natarcia ruszyła niemiecka piechota. Niemcy wznowili natarcie na pozycje 16 Dywizji Piechoty rozlokowanej na linii jezioro Mełno, Gruta i Annowo. O 7.30 niemiecka 21 Dywizja Piechoty i I/10 pułku czołgów uderzyły na południe od Rogoźna-Zamek na Dąbrówkę Królewską, dwór Salno, dwór Annowo, Niewald i Mełno. Po zaciętej obronie oddziały 64. i 66 pułku piechoty zostały zepchnięte na wysokość toru kolejowego Grudziądz – Jabłonowo, a 14 pułk piechoty z Mełna odrzucony został na Zakrzewo, dwór Kitnowo i dwór Głębiewko. Również na prawym skrzydle kombinowany batalion 16 DP, obsadzający pozycję w rejonie Dębniaka, około 14.00 wycofał się w kierunku Jabłonowa. Dowódcy batalionów próbowali podejmować kontrataki, ale ich działania nie były skoordynowane i doprowadziły do przemieszania się jej pododdziałów.
Aby ratować sytuację, dowódca armii gen. Bortnowski nakazał wykonanie nalotów lotniczych na niemiecką piechotę. Dowódca lotnictwa armii płk Bolesław Stachoń zadanie to powierzył 141 eskadrze myśliwskiej. Nie przyniosło ono większych rezultatów, a nacisk Niemców na polską piechotę nie zelżał. Po południu oddziały niemieckie doszły do linii Okonin – Mełno, a odwrót oddziałów 16 DP zaczął przybierać znamiona paniki. Niemcy nacierali bezpośrednio na Grudziądz; uaktywniły się niemieckie grupy dywersyjne.
Z tego względu gen. Bołtuć postanowił wycofać z walki oddziały 16 DP, a na ich miejsce wprowadzić 4 Dywizję Piechoty. 16 DP wycofał do odwodu w rejonie Radzynia, w celu uporządkowania oddziałów, a jej dowódcę, płk. dypl. Stanisława Świtalskiego, odesłał do dyspozycji dowódcy armii. Dowództwo dywizji objął dowódca piechoty dywizyjnej płk dypl. Zygmunt Bohusz-Szyszko.
W tym czasie nieprzyjaciel wzmógł aktywność na odcinku Grudziądza, usiłując przeprawić się przez Osę w rejonie Kłódki i Owczarek. Próby zostały udaremnione przez oddziały broniące miasta. Natomiast powodzenie uzyskali Niemcy na styku obrony Grudziądza ze środkowym odcinkiem obrony 16 DP. Aby zapobiec całkowitemu okrążeniu miasta, w rejon dworu Marusza i Pokrzywna skierowano II/65 pp mjr. Artura Gudery wsparty 48 dywizjonem artylerii lekkiej mjr. Wacława Gaya.
Planowanie uderzenia 4 DP
Ponaglany przez dowódcę armii gen. Bołtuć postanowił odtworzyć obronę na Osie siłami 4 Dywizji Piechoty rozmieszczonej w rejon Radzyń – Jarantowice. Dowódca dywizji otrzymał następujące zadanie: z podstawy wyjściowej Mełno–Duże Zakrzewo nacierać w kierunku na Duże Annowo – Dąbrówka Królewska i pobić nieprzyjaciela znajdującego się w rejonie: Gruta – Annowo – Salno. Po wykonaniu zadania przejść do obrony w granicach dawnego odcinka 16 DP. W tym okresie w podporzadkowanie dowódcy 4 DP wchodzi obsada odcinka „Grudziądz” oraz II/65 pp wraz z dyonem artylerii.
16 Dywizja Piechoty miała zatrzymać swoje oddziały na linii Mełno – Okonin. II/65 pp z dywizjonem artylerii miał opanować rejon Nicwałd. Po wykonaniu zadania przez 4 DP, dowódca 16 DP miał ściągnąć swe oddziały do rejonu Radzyń – Rywałd Szlachecki, uporządkować je i tam przejść do odwodu GO.
Przy nakazanym pośpiechu, wykonanie rozkazu przez dowódcę 4 DP było prawie niemożliwe. W rejonie Mełna rubież wejścia do walki nie została utrzymana przez oddziały polskie, a maszerująca z Radzynia 4 DP natrafiła na cofające się bezładnie oddziały 16 DP i 14 pp. W tych warunkach przeciwnatarcie zostało opóźnione i wyszło dopiero o 18.00. Dowódca 4 DP płk Niezabitowski dysponował w tym czasie tylko czterema batalionami piechoty i jednym dywizjonem artylerii. Z pozostałymi oddziałami dywizji nie posiadał łączności.
Walki oddziałów dywizji
63 pułk piechoty ppłk. Stefana Kaczmarczyka uderzył z podstaw wyjściowych w Okoninie na dwór Annowo, a 14 pułk piechoty ppłk. dypl. Włodzimierza Brayczewskiego z linii Zakrzewo, dwór Kitnowo przez Mełno na Grutę. Nieskoordynowane działanie 4 DP, a przede wszystkich pewien chaos w dowodzeniu spowodowały, że odwodowy 67 pp (bez dwóch batalionów) wysunięty został do przodu przed pierwszorzutowe bataliony. Wskutek tego 67 pp musiał cofać się. Także wykorzystanie 14 pp napotkało poważne trudności. Dowódca tego pułku nie panował nad pododdziałami. Tylko III/14 pp maszerował zwarcie, toteż jako pierwszy mógł zostać zawrócony. Około 20.00 63 pp zaatakował z rejonu stacji Mełno w kierunku na Annowo. 14 pp atakował na prawo od 63 pp nieco później, ale nie objął swym zasięgiem przewidywanego dla niego całego rejonu aż do dworu Mełno.
W ciemności batalion 63 pp pomylił marszrutę i zamiast Annowa, zaatakował Grutę. W tym czasie pod Grutę podszedł czołowy batalion 14 pp. Doszło do wzajemnego ostrzelania się. Także znajdujący się we wsi Niemcy ostrzeliwali się wzajemnie. Gruta została ostatecznie zdobyta przez Polaków około północy. Wtedy dowódca 4 DP wstrzymał natarcie rozkazując przejść do obrony. 14 pp zajął odcinek między jeziorem Mełno a Wilcze, a 63 pp między jeziorem Wilcze a torem kolejowym na północ od Okonina. Jeszcze w nocy Niemcy zaatakowali 14 pp, zajęli dwór Mełno i znaleźli się na tyłach pułku. Utarczki trwały do rana i nie pozwoliły 14 pp przyjąć właściwej struktury obrony.
W tym czasie II/65 pp, wspierany przez 48 dal, atakował z powodzeniem w rejonie dworu Marusza-Pokrzywno i około 20.00 zdobył Nicwałd. W ten sposób zażegnane zostało niebezpieczeństwo odcięcia obrony Grudziądza od reszty ugrupowania.

## 3 września; działania rozstrzygające

Bitwa pod Mełnem –3 września 1939

We wczesnych godzinach rannych Niemcy uderzyli na nie w pełni zorganizowaną obronę 14 pp. Ponosząc duże straty, część sił 14 pp wycofała się w kierunku na cukrownię i stację kolejową. Nieobsadzenie terenu od zachodniego brzegu jeziora Mełno umożliwiało przenikanie niemieckich grup na tyły polskiej obrony. Lewe skrzydło, współdziałając z 63 pp, pozostało w południowej części Gruty.
Dużym problemem dla broniących był fakt, że leżący na tyłach 14 pp dwór Mełno jest w rękach niemieckich. Zadanie wyrzucenia Niemców z dworu Mełno otrzymał II/67 pp mjr. Tyborowskiego z 81 kompanią czołgów TK. Ogniem wspierać miał I/16 pal. Ostatecznie jednak natarcie wzmocnionego batalionu ruszyło bez wsparcia artyleryjskiego i nie uzyskało powodzenia. Ponowne natarcie wyprowadzone zostało we wczesnych godzinach przez powracający do macierzystego oddziału I/14 pp mjr. Piotra Kundy. Było to działanie przypadkowe, nie skoordynowane z całokształtem planu działań. Dowódca batalionu przekonany, że jego patrole natknęły się na drobne elementy oddziałów niemieckich, zaatakował z marszu; lecz w silnej nawale ognia artylerii i karabinów maszynowych nacierające w pierwszym rzucie dwie kompanie zaległy. Wprowadzona do walki 3 kompania wyzwoliła ruch do przodu i zdobyto wschodnią część dworu Mełno.

Tymczasem Niemcy przekroczyli tor kolejowy na zachód od dworu Mełno i odcięli na tym kierunku walczący batalion ord reszty pułku. Dowódca batalionu zdecydował oderwać się od nieprzyjaciela i wycofać do Boguszewa. Tu spotkał dowódcę 4 DP, który nakazał mu maszerować samodzielnie w rejon lasów na północny zachód od Wąbrzeźna. Mający około 30% strat batalion marszem nocnym osiągnął wyznaczony cel.
Na zachód od jeziora Mełno rejon osłaniała kawaleria dywizyjna 4 DP. Niemcy nie przejawiali tu większej aktywności, a główne uderzenie kierowali na Grutę i Radzyń. Stosowali przy tym manewr oskrzydlenia w stosunku do osłaniającego ten kierunek 63 pp i spychali za tor kolejowy 14 pp. Łamiąc opór II/65 pp, Niemcy wyparli go z Nicwałdu. W ten sposób z jednej strony powstało niebezpieczeństwo okrążenia Grudziądza, a z drugiej 63 pułku piechoty. Dowódca 63 pp ppłk dypl. Władysław Winiarski użył odwodu do osłony obu skrzydeł. Stały ogień artyleryjski na pozycje pułku spowodował jednak, że w pierwszorzutowych pododdziałach wkradła się panika, a żołnierze zaczęli się samorzutnie wycofywać. Musiał osobiście interweniować dowódca pułku i jego oficerowie sztabu.
Ciężkie walki toczono także w rejonie Grudziądza. Główny kierunek uderzenia nieprzyjaciel wyprowadził na Książęcą Górę i uderzył na III/65 pp. Batalion nie wytrzymał uderzenia i powstawało niebezpieczeństwo zamknięcia okrążenia oddziałów broniących Grudziądza. W godzinach południowych ppłk Cieślak zdecydował się opuścić miasto i zająć obronę w okolicach Jeziora Rudnickiego. W wyniku braku koordynacji nastąpiło przemieszanie się pododdziałów III/65 pp i II/65 pp. Wycofujący się z dużym opóźnieniem batalion ON „Świecie” usiłował maszerować w kierunku Tarpna i dalej na południe. W trakcie marszu został ostrzelany z rejonu Książęcej Góry. Po śmierci jego dowódcy mjr. Dobrzańskiego batalion bezładnie rozproszył się. Część żołnierzy dostała się do niewoli.
W ten sposób całe zachodnie skrzydło obrony GO „Wschód" zostało zepchnięte ku południowi. Jej dowódca w rozkazie na 4 września nakazywał 4 DP utrzymać dotychczasowe stanowiska obronne, a 16 DP reorganizację w rejonie Radzyń – Jarantowice – Rywałd Szlachecki, z zadaniem dozorowania luki między 4 DP a 208 pp. Jednocześnie być w gotowości do przeciwuderzenia. Rozkaz ten okazał się dalece spóźniony i nierealny do wykonania. Ponowiona w godzinach popołudniowych próba zdobycia dworu zakończyła się sukcesem II/67 pp, ale kontrataki niemieckie wykonywane do późnych godzin wieczornych powodowały, że batalion z trudnością utrzymywał się na zdobytych pozycjach. Niemieckie uderzenie na cukrownię i stację kolejową Mełno spowodowało, że 14 pp wycofał się na południe, odsłaniając skrzydło 63 pp. W tej sytuacji dowódca 4 DP płk Lubicz-Niezabitowski wycofał dywizję na rubież Okunin – Boguszewo. Niezadowolony z takiego obrotu sytuacji gen. Mikołaj Bołtuć pozbawił stanowiska dotychczasowego dowódcę dywizji i powierzył je płk. dypl. Mieczysławowi Rawicz-Mysłowskiemu.
Sytuacja ogólna na lewym brzegu Wisły i dynamiczne działania Niemców w rejonie Mełna nie pozwoliły gen. Bołtuciowi wyprowadzić przeciwuderzenia w celu odtworzenia przedniego skraju obrony na linii Osy. W godzinach wieczornych dowódca GO „Wschód” nakazał swoim wojskom zająć nowe rubieże obronne na linii: Brudzawy – Osieczek – Zaskocz – Stanisławki – Nowa Wieś Królewska – Czaple – Płużnica – Lisewo. Przegrupowania dokonano w nocy z 3 na 4 września. Niemcy prowadzili jedynie ogień nękający nie atakując wycofujących się polskich oddziałów.